# میندن
شهر میندن (به آلمانی: Minden) در ایالت نوردراین-وستفالن در کشور آلمان واقع شده‌است.

## نگارخانه

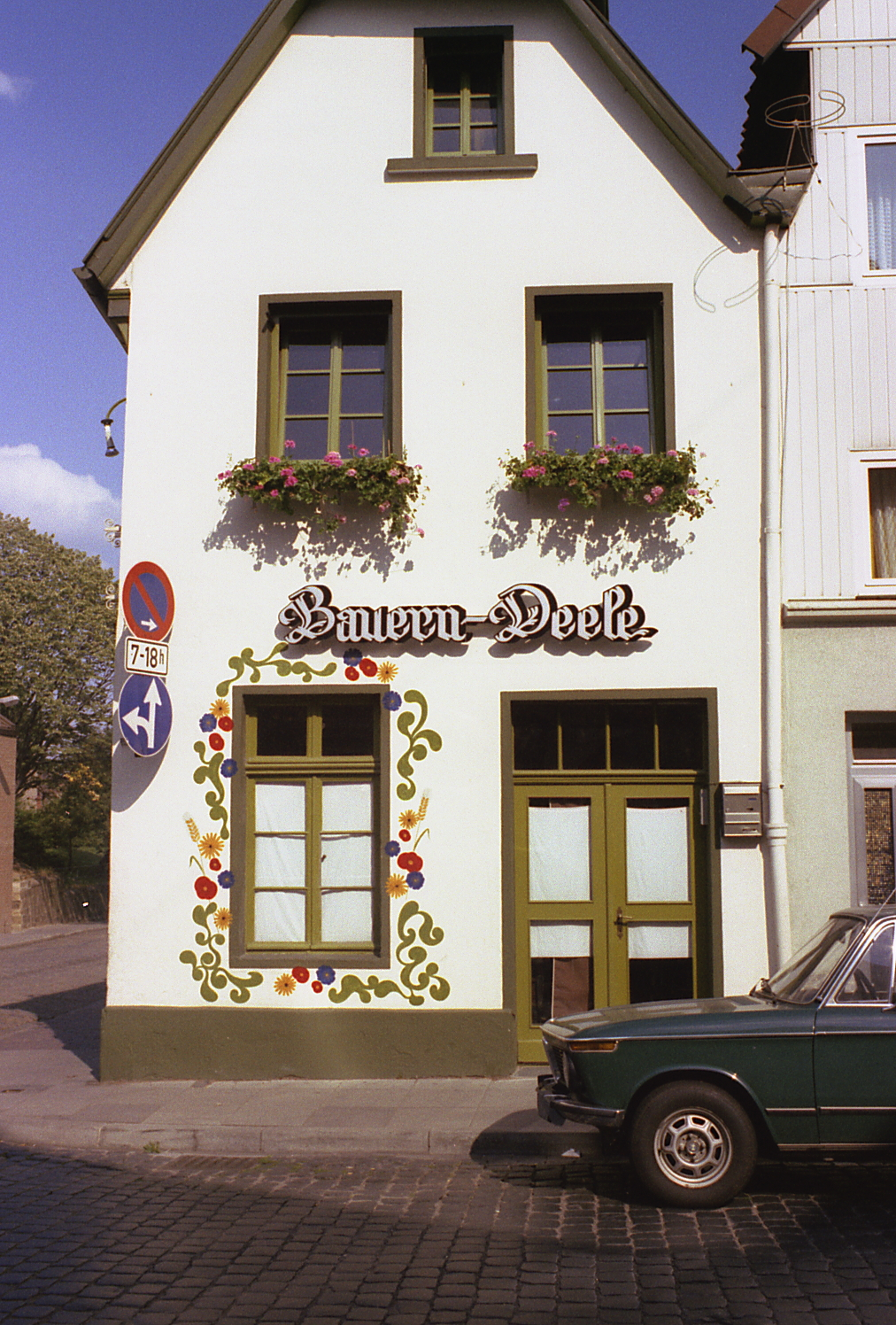
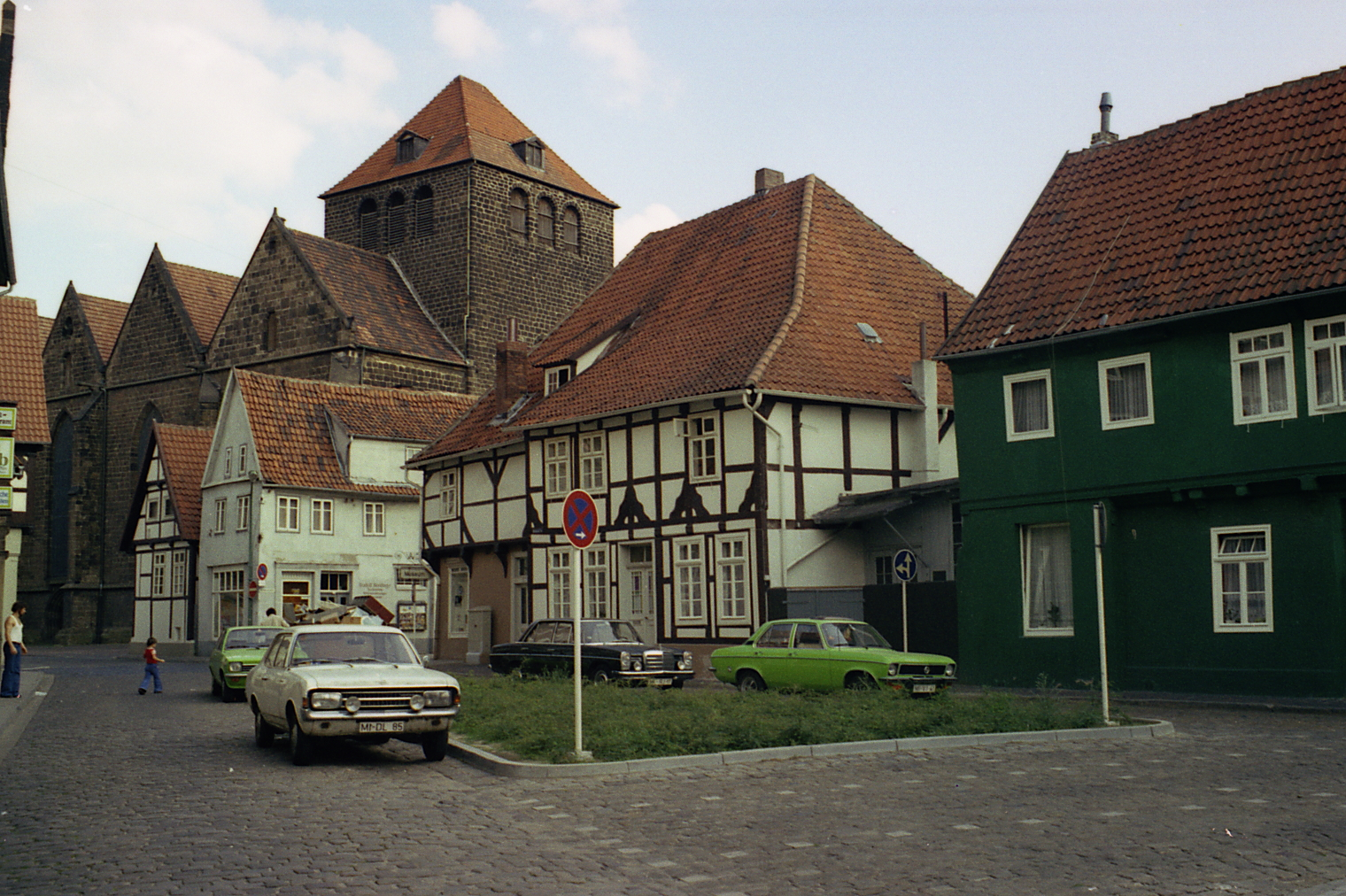
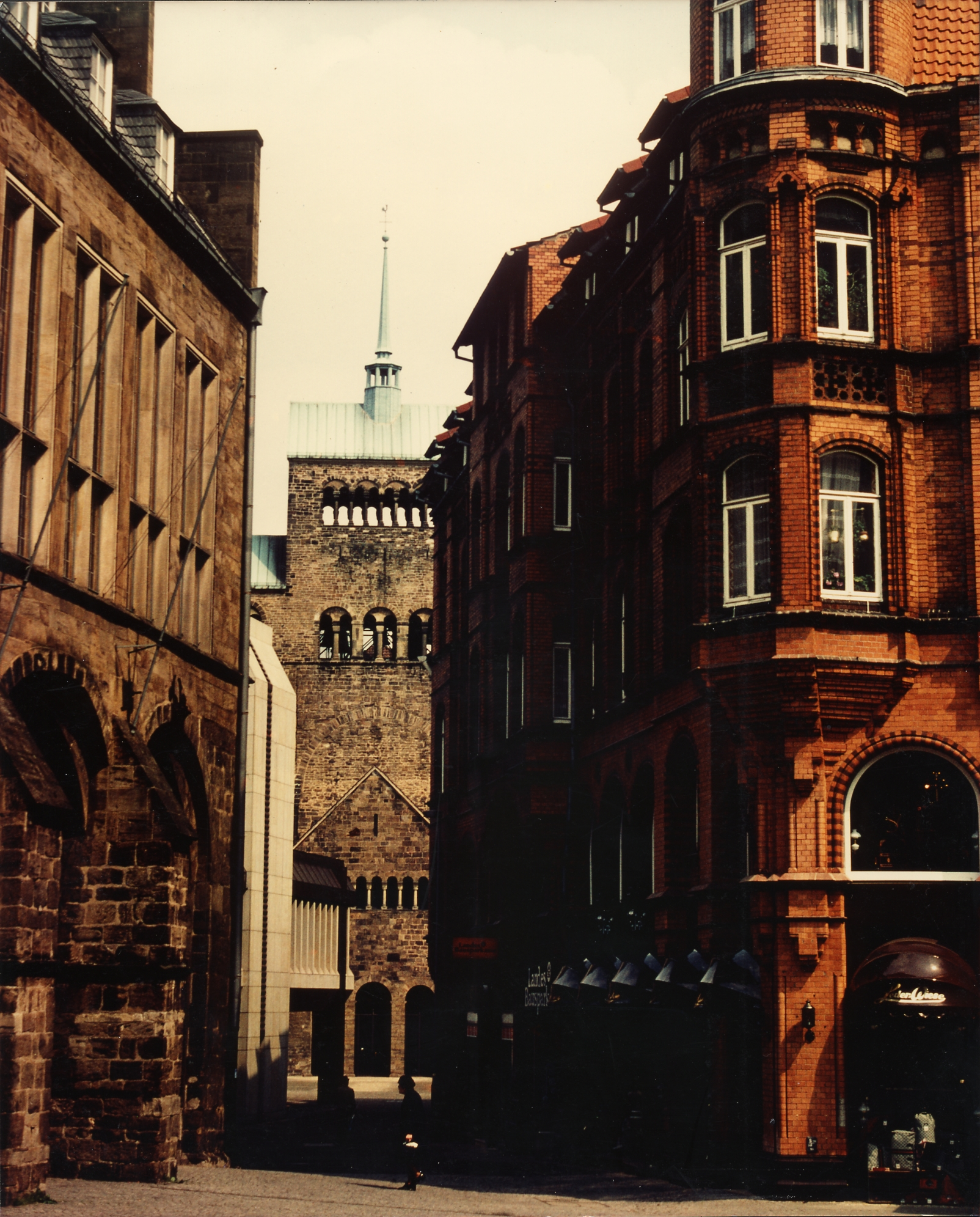
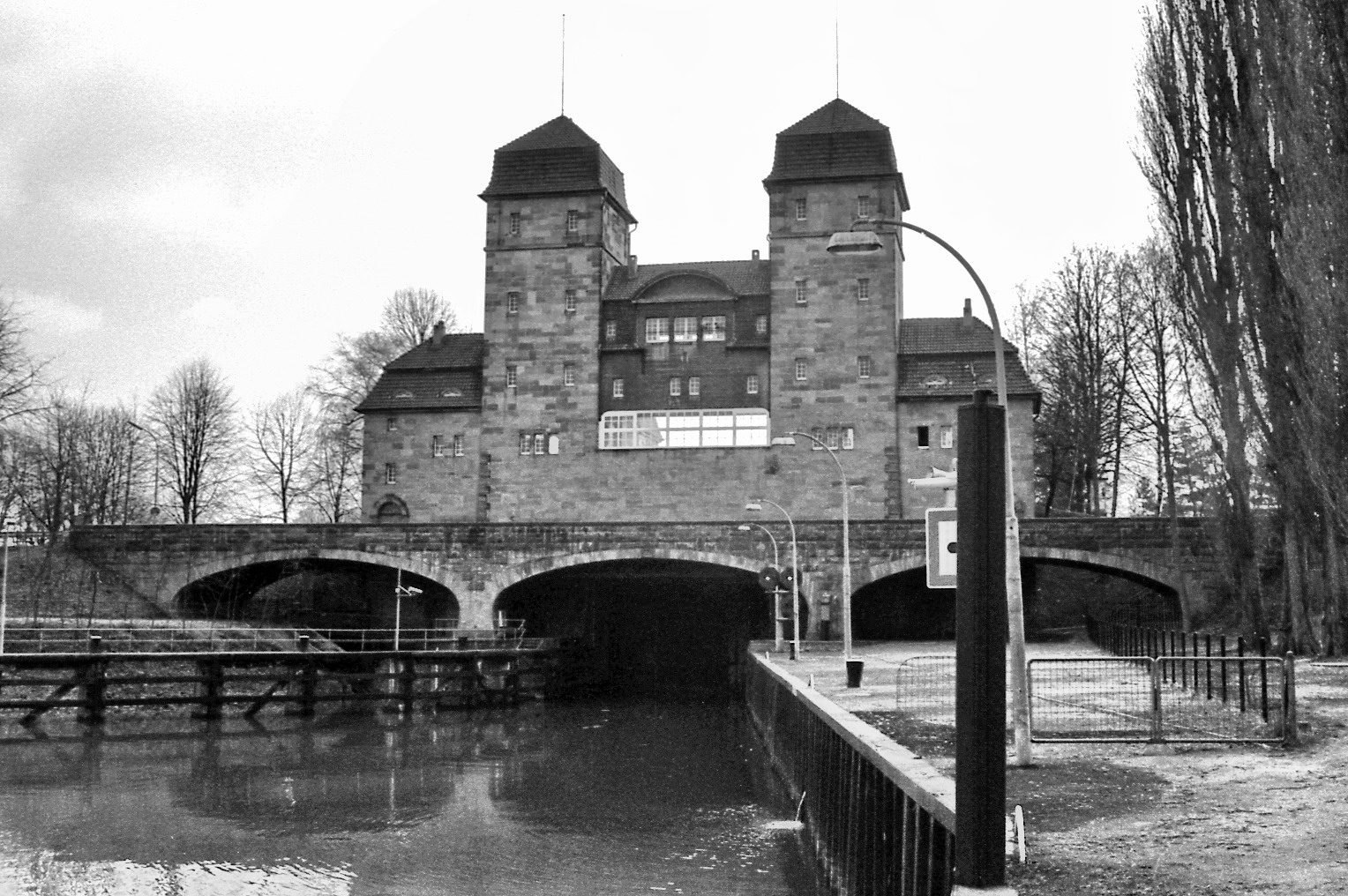
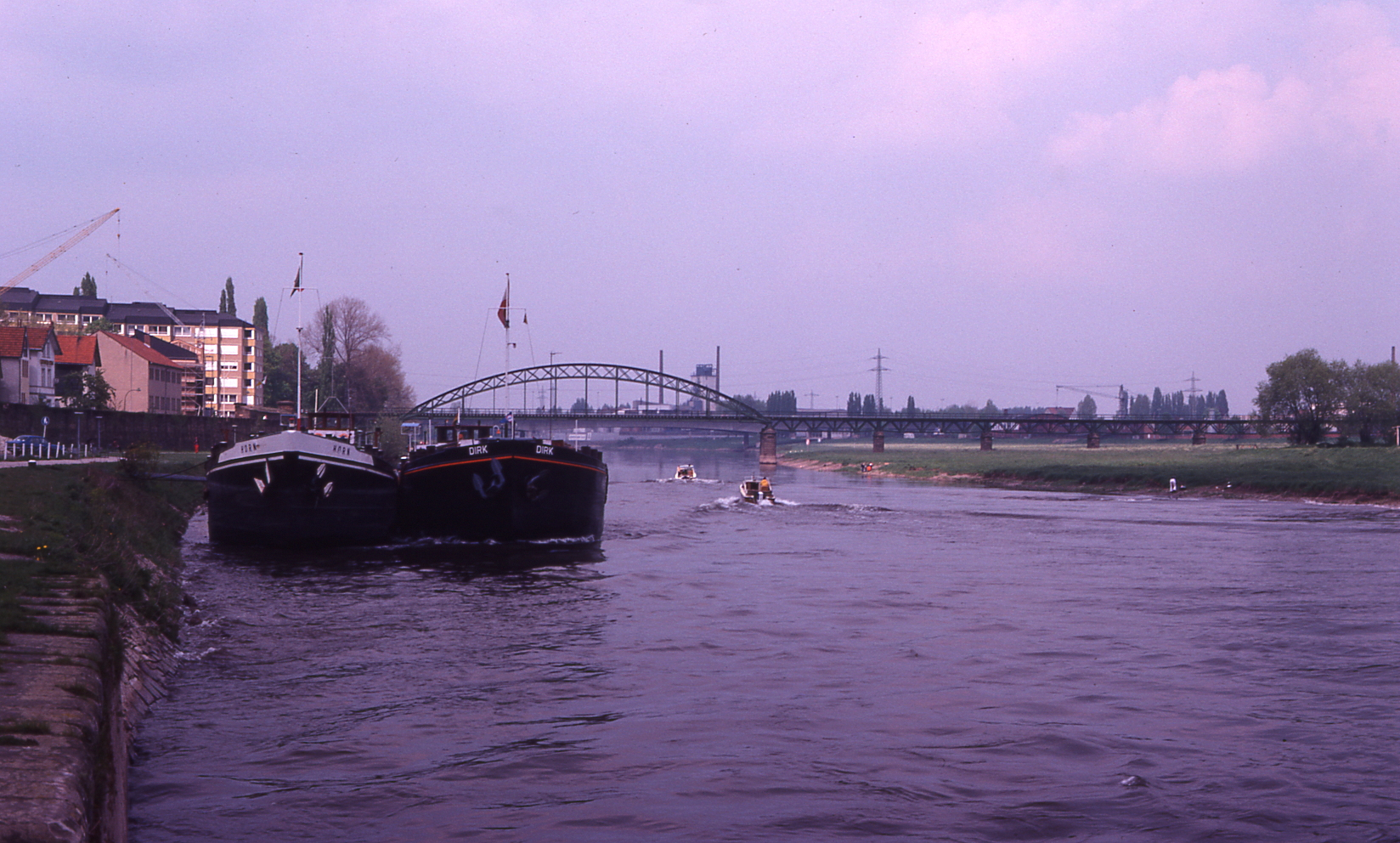
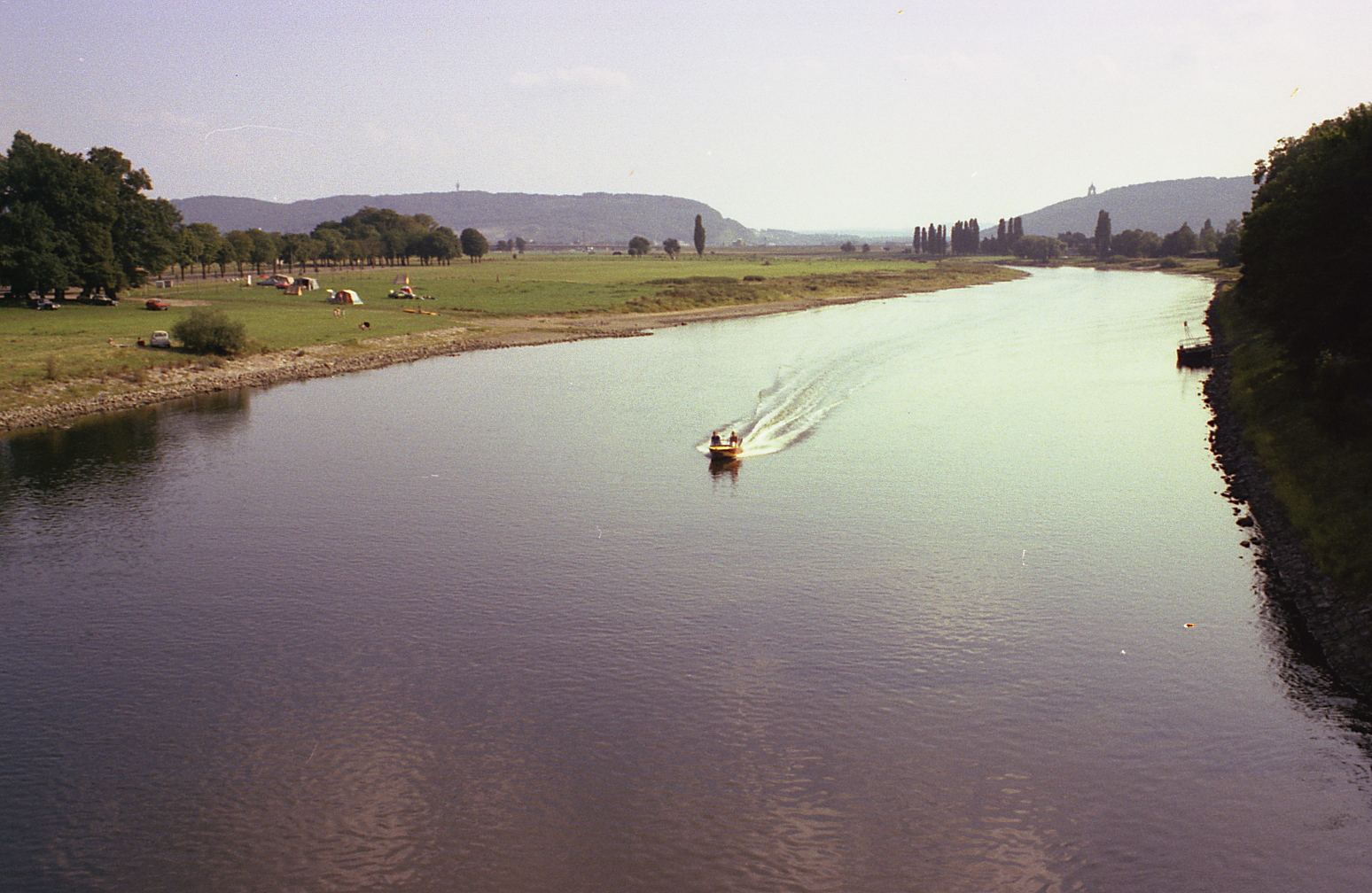
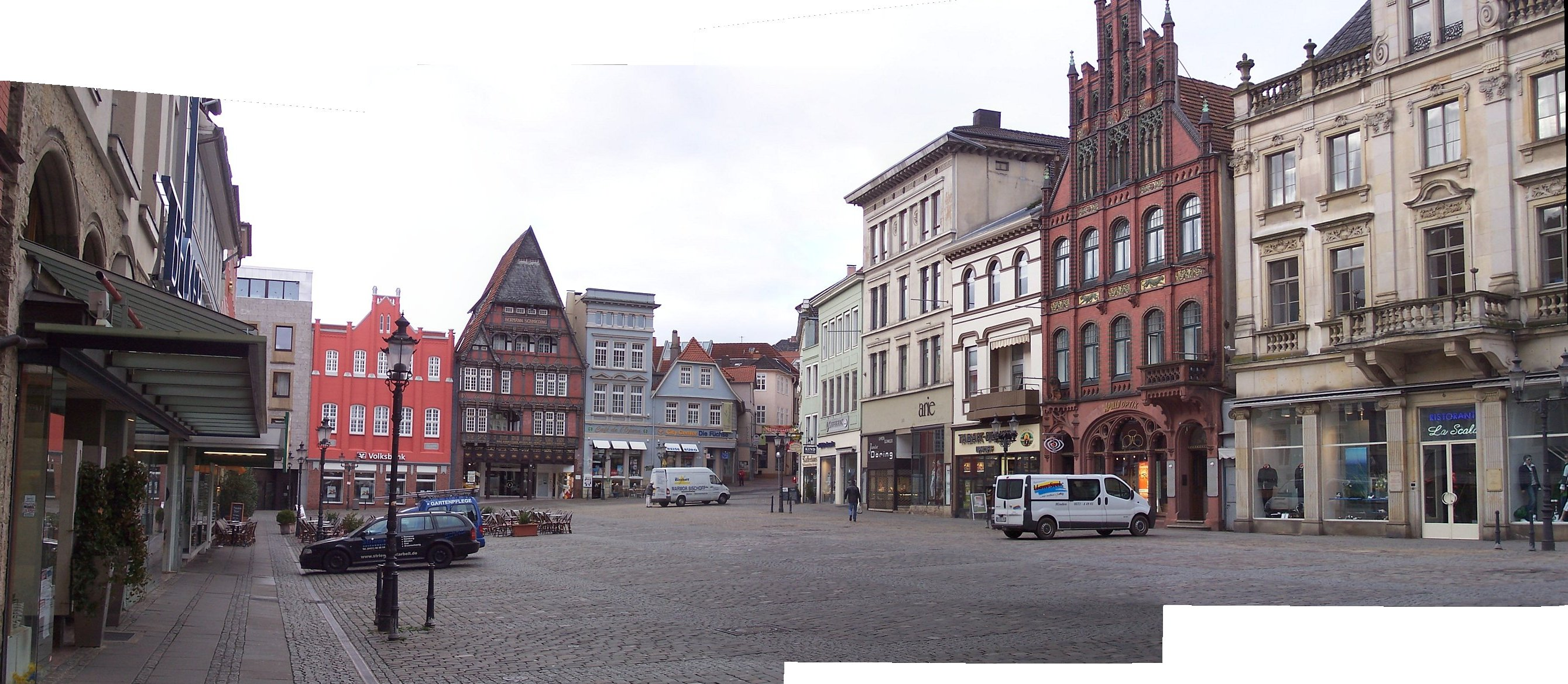
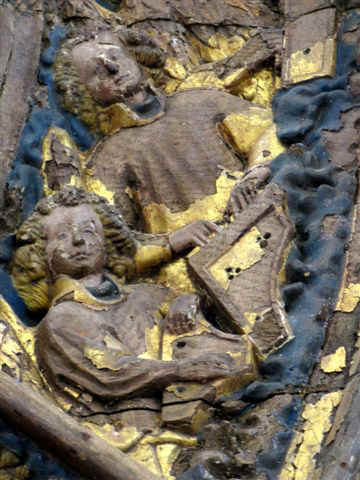